# لافبورو
1 = 250px
لافبوروlongitudeلافبوروlatitudeلافبورو
لافبورو (به انگلیسی: Loughborough) شهری در کشور انگلستان است که این کشور خود بخشی از بریتانیا محسوب می‌شود. این شهر در سال ۱۹۹۱ میلادی ۴۶٫۸۶۷ نفر جمعیت داشته و در سرشماری سال ۲۰۰۱ جمعیت آن به ۵۵٫۲۵۸ نفر رسیده‌است. میزان رشد سالانهٔ جمعیت لافبورو ‎۰٫۷۹ درصد می‌باشد و جمعیت این شهر در سال ۲۰۱۲ به ۶۰٫۲۲۶ نفر تغییر یافت.